# Ion Bucan
Pas d'image ? Cliquez ici

a Compétitions nationales et continentales officielles uniquement.

b Matchs officiels uniquement.
Ion Bucan, né le 27 janvier 1955 à Pașcani (Roumanie), est un joueur de rugby à XV roumain. Il a joué avec l'équipe de Roumanie de 1976 à 1987, évoluant au poste de pilier.

## Carrière
Ion Bucan connaît sa première cape en 1976 à l'occasion d'un match contre l'équipe de Bulgarie. Sa dernière apparition a lieu le 11 novembre 1987 contre la France à Agen.
Ion Bucan a participé à la victoire de la Roumanie sur l'équipe de France 15-0 le 23 novembre 1980, 13-9 le 15 novembre 1982, sur l'équipe du pays de Galles 24-6 le 12 novembre 1983, sur l'équipe d'Écosse 28-22 le 12 mai 1984.

## Palmarès

### En équipe de Roumanie
- 46 sélections de 1977 à 1987

#### Coupe du monde
- 1987 : 2 sélections (Zimbabwe, Écosse).